# Sony Ericsson W710i
Sony Ericsson W710i — четырёхдиапазонный мобильный телефон фирмы Sony Ericsson. Аппарат выпускается в двух цветовых вариантах: Performance Graphite и Hatha Violet. Аналогичная модель Sony Ericsson Z710i, от которой отличается некоторыми дополнительными функциями как «Личный тренер», датчик движения и плеер Walkman первой версии.

## Общие характеристики
| Общие характеристики              | Общие характеристики                                                                                  |
| --------------------------------- | --- |
| Диапазоны частот                  | GSM 850, GSM 900, GSM 1800, GSM 1900                                                                  |
| Тип корпуса                       | раскладушка                                                                                           |
| Конструкция                       | 4-позиционная навигационная клавиша                                                                   |
| Антенна                           | встроенная                                                                                            |
| Вес                               | 101 г                                                                                                 |
| Размеры                           | 88 × 48 × 24,5 мм                                                                                     |
| Звонки                            | |
| Тип мелодий                       | 72-голосная полифония, MP3-мелодии                                                                    |
| Виброзвонок                       | есть                                                                                                  |
| Редактор мелодий                  | есть                                                                                                  |
| Связь                             | |
| Интерфейсы                        | USB 2.0, Bluetooth 2.0, IrDA                                                                          |
| Доступ в интернет                 | WAP, GPRS, EDGE; веб-браузер, клиент электронной почты (POP/SMTP), RSS                                |
| Модем                             | есть                                                                                                  |
| Синхронизация с компьютером       | есть                                                                                                  |
| Сообщения                         | |
| Дополнительные функции SMS        | ввод текста со словарём                                                                               |
| MMS                               | есть                                                                                                  |
| EMS                               | есть                                                                                                  |
| Другие функции                    | |
| Громкая связь(встроенный динамик) | есть                                                                                                  |
| Экран                             | |
| Тип экрана                        | цветной TFT экран, 262144 цвета                                                                       |
| Размер изображения                | 176 × 220 пикселей                                                                                    |
| Дополнительный экран              | монохромный, 128 × 128 пикселей                                                                       |
| Мультимедийные возможности        | |
| Встроенная фотокамера             | 2 мегапикселя                                                                                         |
| Запись видеороликов               | есть                                                                                                  |
| Аудио                             | проигрыватель Walkman поддерживает файлы форматов: MP3, M4A, AAC, AMR, MIDI, MP4, 3GP, IMY, EMY и WAV |
| Игры                              | есть                                                                                                  |
| Java-приложения                   | есть, J2ME                                                                                            |
| Объём встроенной памяти           | 10 МБ                                                                                                 |
| Тип карты памяти                  | Memory Stick Micro (M2)                                                                               |
| Объём карты памяти                | ≤ 2 ГБ (неофициально 4 ГБ)                                                                            |
| Питание                           | |
| Тип аккумулятора                  | Li-Pol                                                                                                |
| Ёмкость аккумулятора              | 900 мАч                                                                                               |
| Время разговора                   | 10:00 ч: мин                                                                                          |
| Время ожидания                    | 350:00 ч: мин                                                                                         |
| Записная книжка и органайзер      | |
| Органайзер                        | будильник, калькулятор, планировщик задач                                                             |
| Дополнительная информация         | |
| Особенности                       | диктофон, шагомер                                                                                     |
| Комплектация                      | телефон, аккумулятор, з/у, ремешок на руку, гарнитура, диск с ПО, USB-кабель, инструкция.             |

## Похожие модели
- Sony Ericsson Z710i